# Sosnowoborsk (Pensa)
Sosnowoborsk (russisch Сосновобо́рск) ist eine Siedlung städtischen Typs in der Oblast Pensa in Russland mit 6546 Einwohnern (Stand 14. Oktober 2010).

## Geographie
Der Ort liegt gut 80 km Luftlinie östlich des Oblastverwaltungszentrums Pensa am rechten Sura-Nebenfluss Teschnjar einige Kilometer oberhalb der Mündung.
Sosnowoborsk ist Verwaltungszentrum des Rajons Sosnowoborski sowie Sitz und einzige Ortschaft der Stadtgemeinde (gorodskoje posselenije) Rabotschi possjolok Sosnowoborsk.

## Geschichte
Der Ort wurde geht auf die spätestens zu Beginn des 19. Jahrhunderts gegründeten Dörfer Neskutschnoje und Surski chutor zurück. 1839 wurde dort eine Tuchfabrik gegründet. Die mittlerweile als Alexandrowskoje und Nowonikolskaja bezeichneten Dörfer wurden in den 1860er-Jahren unter dem Namen Litwino vereinigt, nach dem Adeligen Michail Litwinow, Besitzer der Tuchfabrik seit 1842.
Am 16. Juli 1928 wurde Litwino Verwaltungssitz eines neu geschaffenen, nach ihm als Litwinski benannten Rajons und erhielt den Status einer Siedlung städtischen Typs. 1940 erhielten Siedlung und Rajon ihre heutigen Namen (von russisch Sosnowy bor, etwa „Kiefernhain“).

### Bevölkerungsentwicklung
| Jahr | Einwohner |
| ---- | --------- |
| 1897 | 641       |
| 1939 | 4053      |
| 1959 | 5820      |
| 1970 | 7521      |
| 1979 | 7624      |
| 1989 | 8087      |
| 2002 | 7397      |
| 2010 | 6546      |

Anmerkung: Volkszählungsdaten

## Verkehr
Nach Sosnowoborsk führt die Regionalstraße 58K-147, die etwa 25 km südlich in Machalino von der föderalen Fernstraße M5 Moskau – Samara – Tscheljabinsk abzweigt. An dieser Straße befindet sich etwa 17 km südlich der Siedlung die nächstgelegene Bahnstation Sjusjum bei Kilometer 805 der Strecke (Moskau –) Rjaschsk – Pensa – Sysran. Von Sosnowoborsk nach Norden verläuft die Regionalstraße 58K-257 ins benachbarte, 50 km entfernte Rajonzentrum Nikolsk.